# Рудольф Маркус
Рудольф «Руді» Артур Маркус (англ. Rudolph «Rudy» Arthur Marcus; *21 липня 1923, Монреаль, Канада) — американський хімік канадського походження, основоположник теорії переносу електрона в розчинах (теорія Маркуса), лауреат Нобелівської премії з хімії 1992 р. («За внесок в теорію реакцій перенесення електрона в хімічних системах»). Здобув освіту в Університеті Макгілла, бакалавра в 1943 році і доктора в 1946.